# Adam Stanisław Sapieha
Adam Stanisław Sapieha książę herbu Lis (ur. 4 grudnia 1828 w Warszawie, zm. 21 lipca 1903 w Bad Reichenhall) – polski działacz społeczny i polityk, w latach 1861, 1868–1872 i 1883–1895 poseł na Sejm Krajowy, w latach 1875–1899 prezes Galicyjskiego Towarzystwa Gospodarskiego; kawaler Orderu Złotego Runa.

## Życiorys
Był synem arystokratów Leona i Jadwigi z Zamoyskich (córki Stanisława Kostki). Wczesne dzieciństwo spędził z matką w Paryżu. Od 1832 mieszkał w Galicji. W 1847 ukończył gimnazjum we Lwowie. Rozpoczął studia w Londynie, ale przerwał je wraz z wybuchem Wiosny Ludów, podczas której wrócił do ojca. Po wygaśnięciu rewolucji osiadł w Krasiczynie. W 1852 ożenił się z Jadwigą z Sanguszków, z którą miał dziewięcioro dzieci. Jednocześnie przez wiele lat miał romans z siostrą żony, Heleną Sanguszkówną.
Był członkiem pierwszej rady nadzorczej Towarzystwa Wzajemnych Ubezpieczeń w Krakowie od 1860 do 1864.
Zaangażował się w uwieńczone sukcesem starania o autonomię Galicji. W 1861 został wybrany do Sejmu Krajowego z kurii wielkiej własności. W 1863 stał na czele Komitetu Obywatelskiego Galicji Wschodniej i odegrał poważną rolę w zmontowaniu wyprawy Antoniego Jeziorańskiego w Lubelskie. Podczas powstania styczniowego zaangażował się w propagowanie sprawy polskiej na Zachodzie. W tym czasie został naczelnikiem obwodów przemyskiego i sanockiego wobec braku odpowiednich kandydatów. Aresztowany przez Austriaków, zbiegł wkrótce z więzienia we Lwowie za granicę, gdzie w 1864 r. pełnił funkcję Komisarza Rządu Narodowego na Francję i Anglię.
W 1865 uzyskał amnestię od cesarza Franciszka Józefa i mógł wrócić do rodzinnego majątku. W 1868 ponownie wszedł do Sejmu Krajowego podczas wyborów uzupełniających. Prezentował program niepodległościowy w opozycji do ugodowego programu federacyjnego. W 1870 po raz kolejny odnowił swój mandat poselski. W 1872 wycofał się na pięć lat z czynnej polityki, na rzecz pracy organicznej. W latach 1877–1878 wystąpił jeszcze raz w sprawach konspiracji niepodległościowej związanej z wojną rosyjsko-turecką, w ramach Konfederacji Narodu Polskiego i tzw. Rządu Narodowego.
Po śmierci ojca w 1879 odziedziczył jego miejsce w Izbie Panów w Wiedniu. W 1883 wrócił także do Sejmu Krajowego. Wśród ziemian miał opinię „radykała”, a dla demokratów pozostawał „magnatem”.
W 1890 był właścicielem części dóbr tabularnych Borszczów.
Był członkiem i działaczem Galicyjskiego Towarzystwa Gospodarskiego, członkiem jego Komitetu (6 lutego 1860 – 24 czerwca 1874) jego wiceprezesem (20 czerwca 1874 – 18 czerwca 1875) oraz prezesem (18 czerwca 1875 – 30 czerwca 1900). Był naczelnikiem rady zawiadowczej Krajowego Związku Ochotniczych Straży Pożarnych w Galicji i Lodomerii z Wielkim Księstwem Krakowskim. W 1880 stanął na czele spółki obywatelskiej, która wykupiła z rąk żydowskich Truskawiec „z zamiarem podniesienia upadającego zdrojowiska i zapewnienia mu pomyślnego rozwoju”. Do końca życia był prezesem lwowskiego Towarzystwa uczestników powstania 1863.
Był on na ziemiach polskich głównym animatorem wielkiej pielgrzymki Słowian do Rzymu w tysiąclecie misji świętych Cyryla i Metodego (osobiście w Galicji poprzez zięcia hrabiego Stanisława Żółtowskiego w Wielkopolsce), co miało w jego opinii zarówno wymiar religijny, jak i polityczny: Polacy jako jeden z najliczniejszych słowiańskich narodów katolickich zdominują wydarzenie, zyskają renomę w Rzymie i będą mogli to zdyskontować w przyszłości.
Otrzymał honorowe obywatelstwa miast: Lwowa (4 października 1894), Przemyśla (11 października 1894), Gorlice (25 października 1894), Sanoka (29 listopada 1894, „za zasługi, trudy, zabiegi i pracę dla kraju i ojczyzny”), Brodów, Gródka (1894), Jarosławia (29 listopada 1894, „w uznaniu zasług położonych dla kraju, a szczególnie przez urządzenie wystawy krajowej”), Dobromila (ok. 1895), Jasła, Buczacza, Kołomyi, Rzeszowa, Tarnopola, Trembowli, Czortkowa, Brzeżan (oba w 1894) i in.
Zmarł 21 lipca 1903 w Bad Reichenhall w Bawarii.
Twarz księcia Adama Stanisława nosi książę Witold na obrazie Jana Matejki Bitwa pod Grunwaldem
22 kwietnia 1852 poślubił księżniczkę Jadwigę Klementynę Sanguszko-Kowelską (1830–1918). Ich dziećmi byli:
- Władysław Leon (1853–1920), prapradziadek Matyldy, królowej Belgów, ożenił się z hr. Elżbietą Konstancją Potulicką
- Maria Jadwiga (1855–1929), żona hr. Stanisława Żółtowskiego
- Leon Paweł (1856–1893), ożenił się z ks. Teresą Elżbietą z Sanguszków-Kowelską
- Helena Maria (1857–1947), żona hr. Edwarda Adama Stadnickiego
- Paweł Jan (1860–1934), ożenił się z Matyldą Paulą Eleonorą z Windisch-Graetzów
- Jan Piotr (1865–1954), ożenił się z Alicją Probyn
- Adam Stefan (1867–1951), kardynał krakowski

Utrzymywał wieloletni romans ze swoją szwagierką, Heleną Sanguszkówną, w wyniku którego urodziło się dwoje dzieci: córkę oddano na wychowanie nieznanej rodzinie we Francji, syna (Jana Piotra ur. 1865) uznała za swojego i wychowywała jego żona Jadwiga.

## Galeria

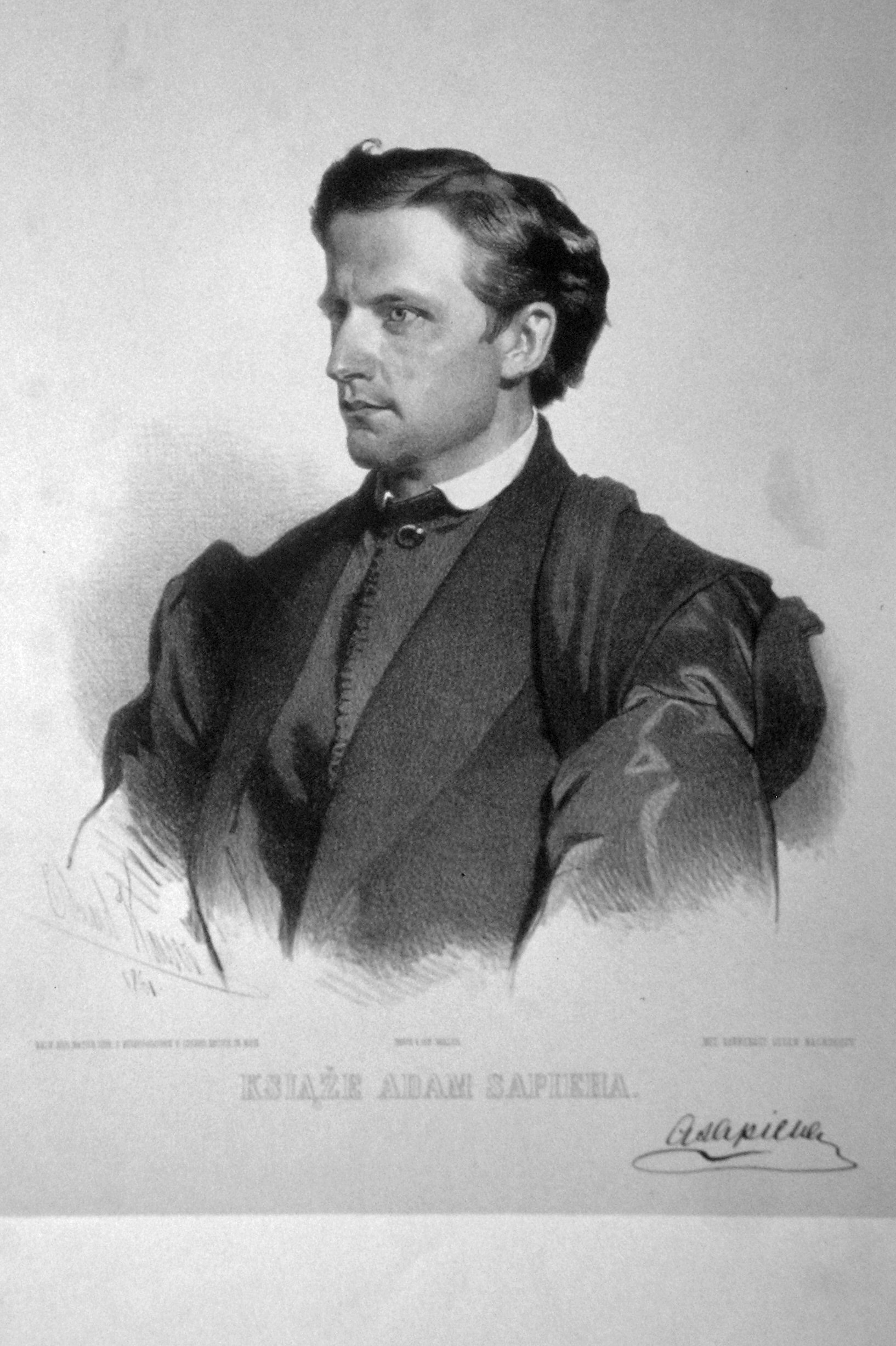
Adam Stanisław Sapieha na litografii autorstwa Eduarda Kaisera z 1861 roku
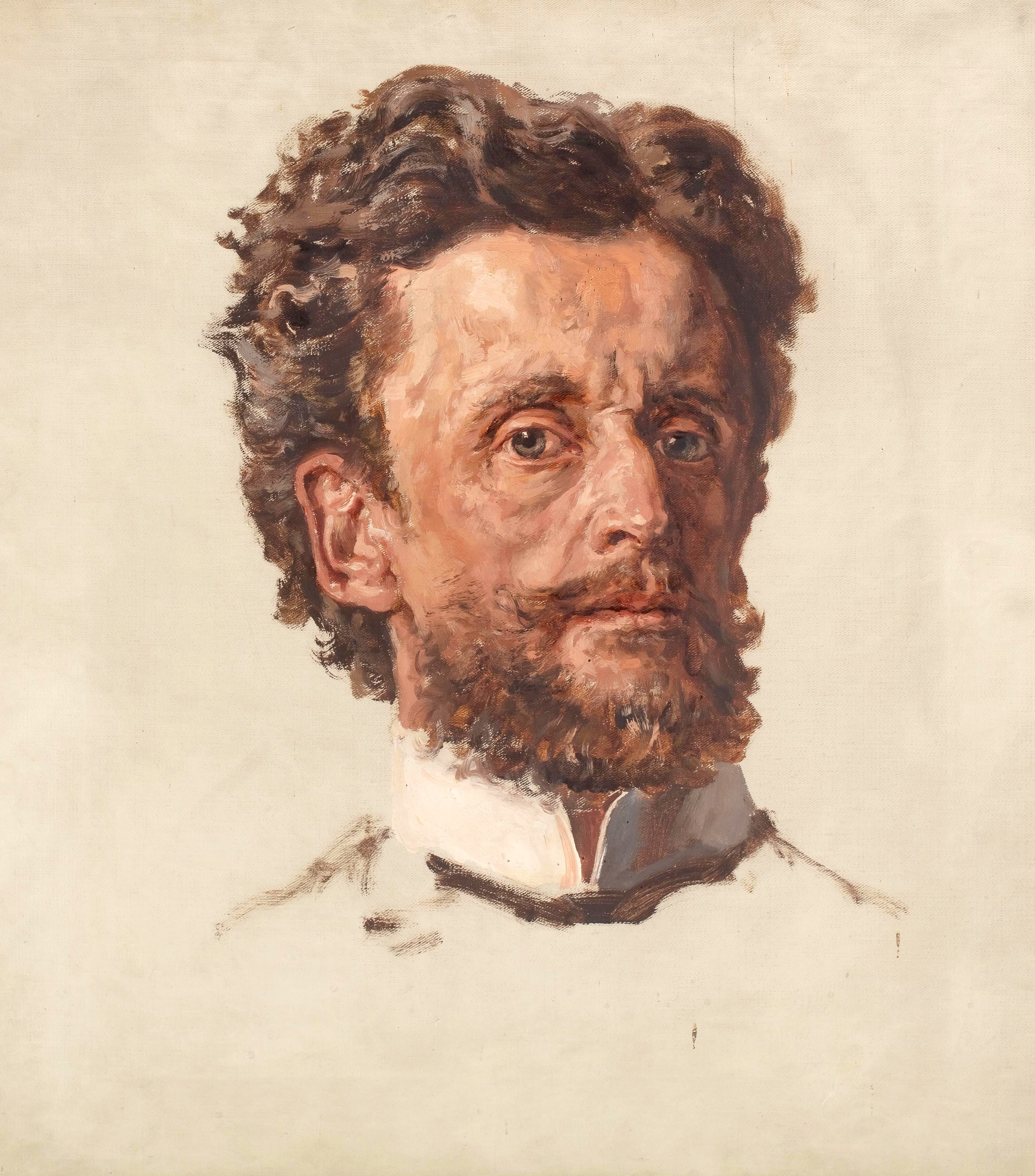
Portret Adama Stanisława Sapiehy (studium do postaci Witolda w Bitwie pod Grunwaldem) autorstwa Jana Matejki z 1876 roku
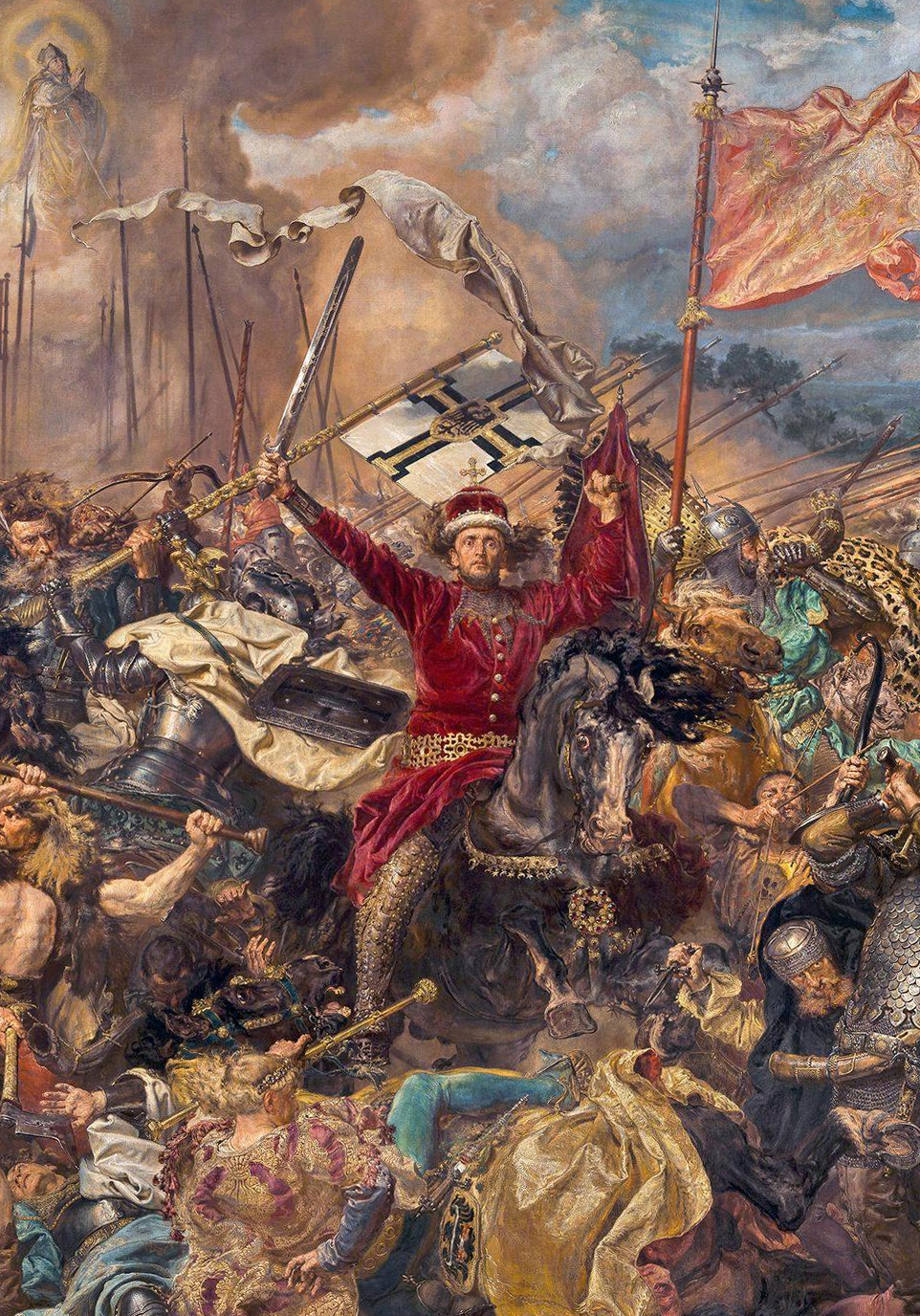
Adam Stanisław Sapieha jako książę Witold (fragment obrazu Bitwa pod Grunwaldem), Jan Matejko.
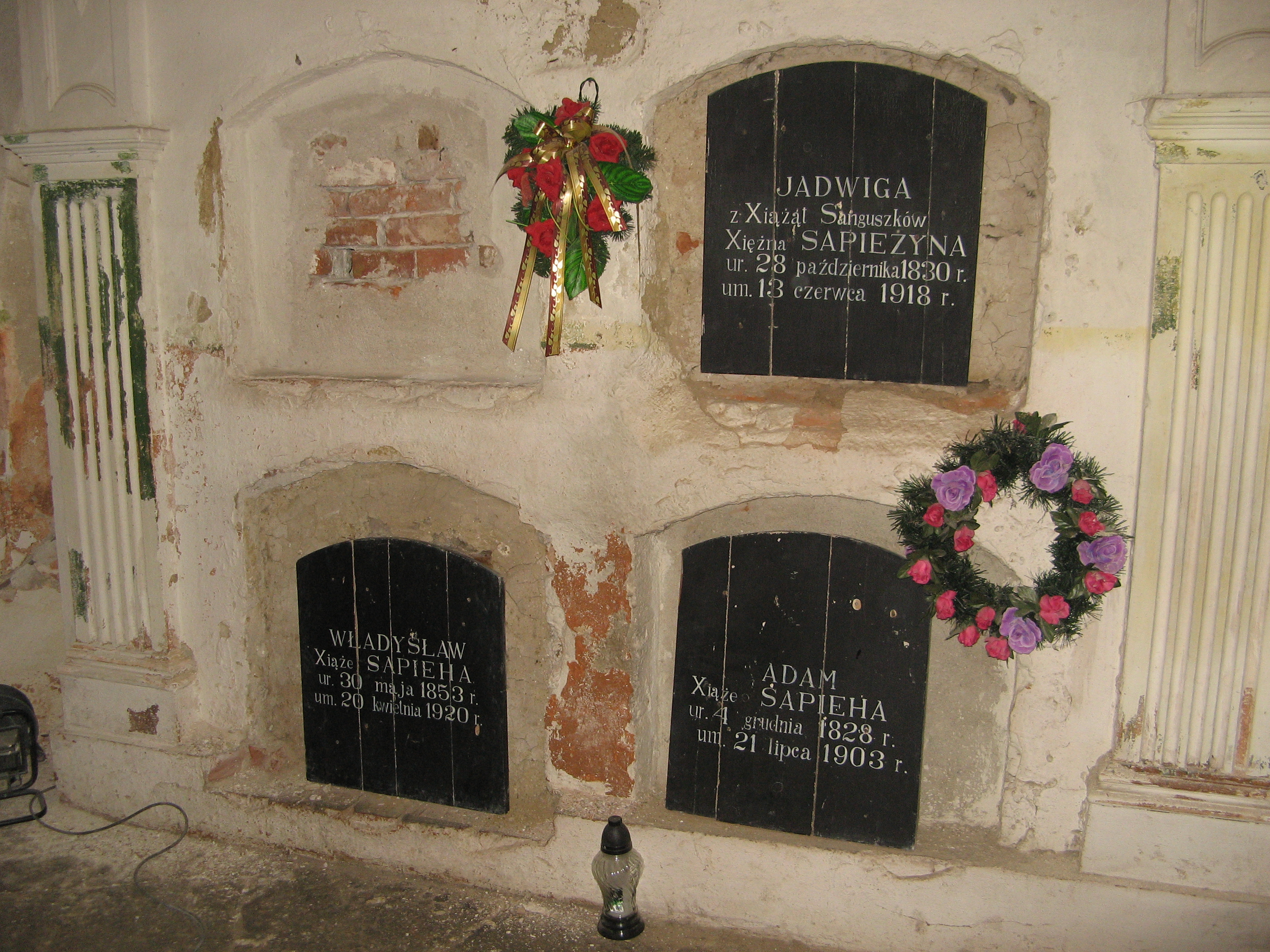
Grobowiec Adama Sapiehy w Krasiczynie.
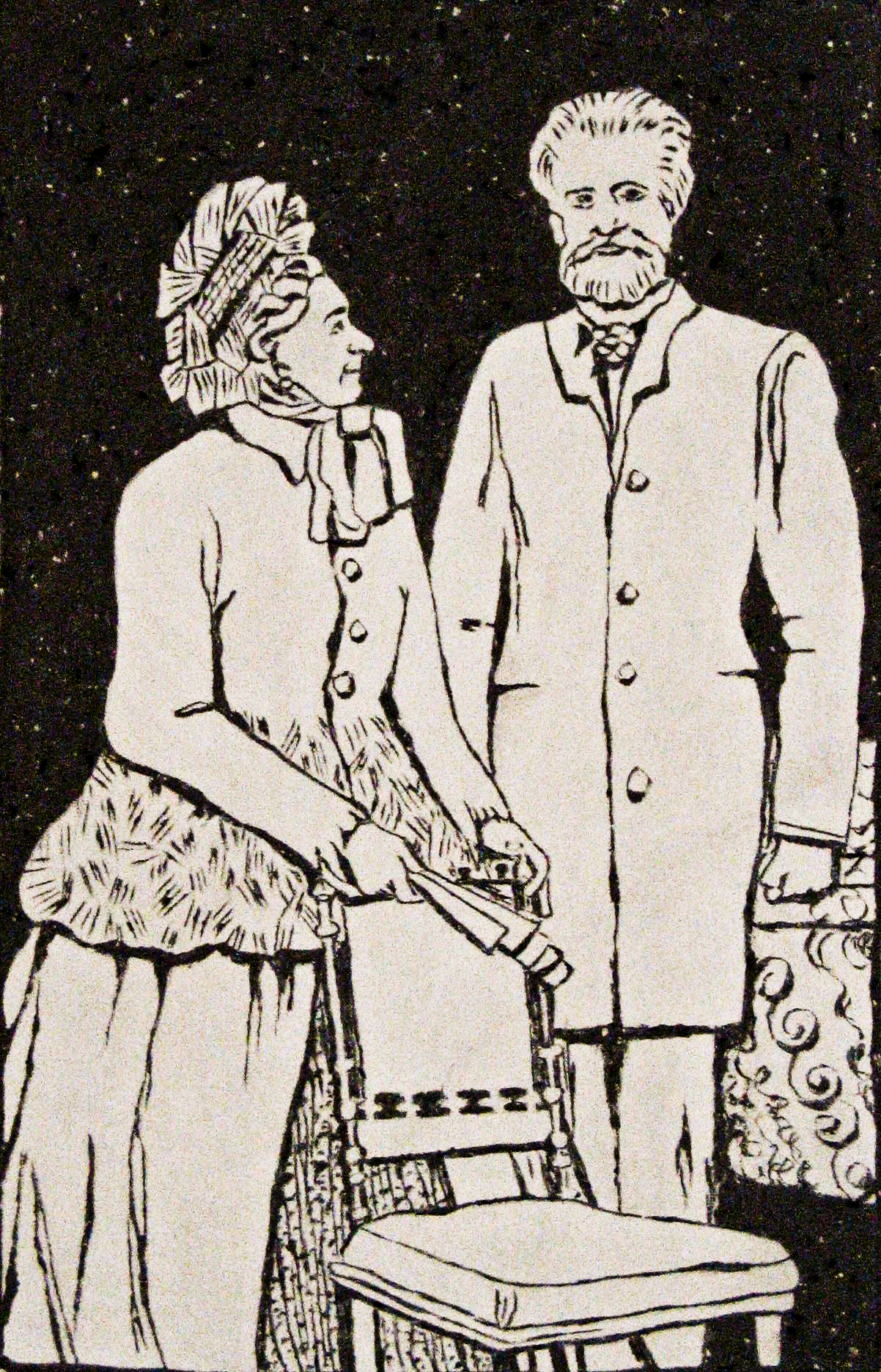
Adam Sapieha z żoną Jadwigą.
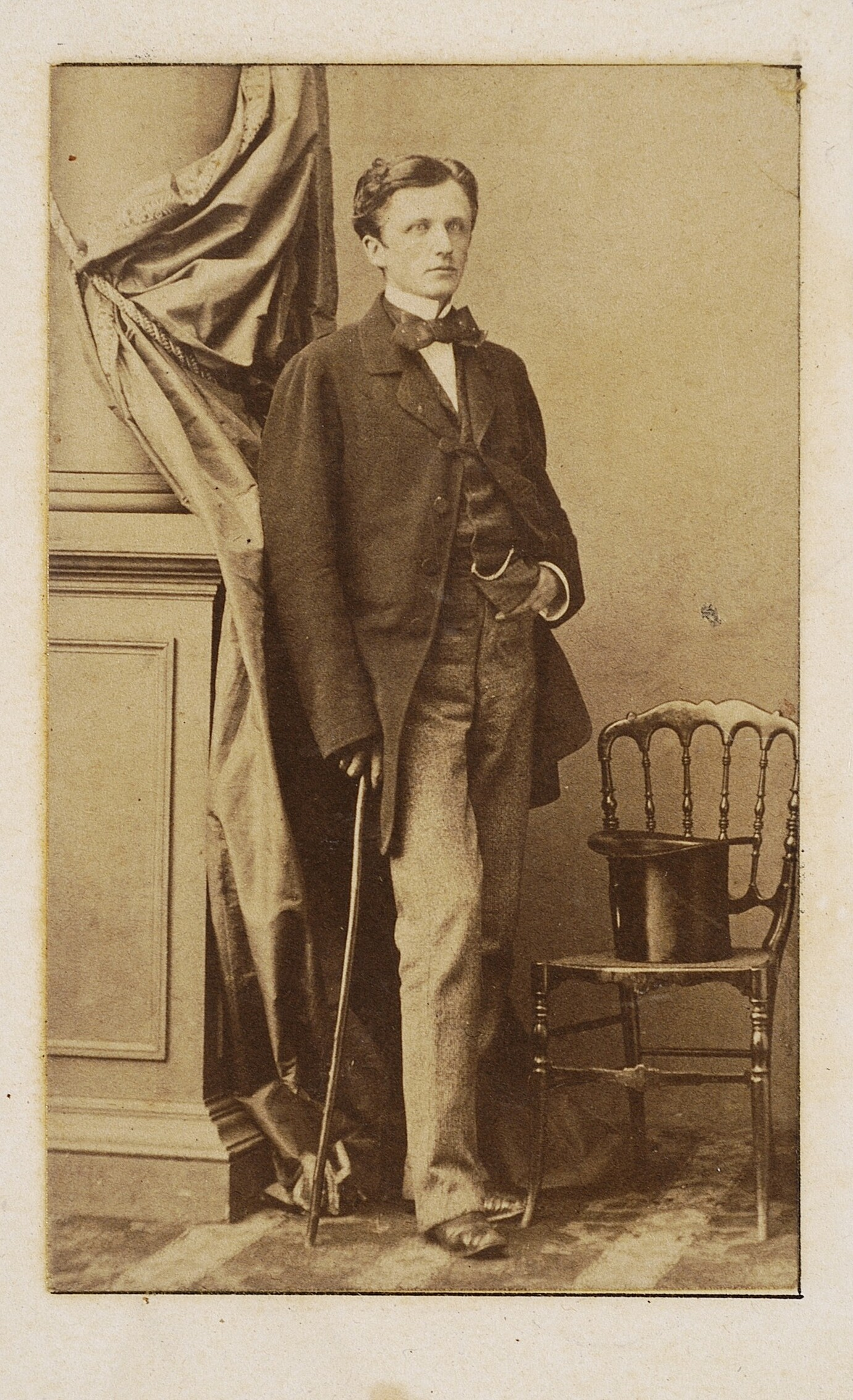
Adam Stanisław Sapieha, ok. 1865 r.